# 腎積膿
腎積膿(Pyonephrosis、膿性腎病、膿腎、<希臘語：>)是腎臟集合管系統(Connecting tubule)的感染。膿液聚集在腎盂(Renal pelvis)所引起的腎脹。
它可能引起腎功能衰竭。

## 治療
腎積膿需要排水，最好是置入輸尿管支架(Ureteric stent)、或進行腎造口術(nephrostomy)。

## 病因
腎積膿有時會有腎結石併發症產生，它可能是持續感染源的一種、它也可能是自然發生的。它也可能會出現腎積水或腎盂腎炎(Pyelonephritis)的併發症。